# Citidin
Citidin je nukleozidni molekul koji je formiran dodavanjem citozina na ribozni prsten (takođe poznat kao ribofuranoza) putem -glikozidne veze. Citidin je RNK komponenta.
Citozin vezan za dezoksiribozni prsten je poznat kao dezoksicitidin.

## Prehrambeni izvori citidina
Prehrambeni izvori citidina su namirnice sa visokim RNK (ribonukleinska kiselina) sadržajem, poput iznutrica, pivskog kvasca, i piva. Tokom varenja, RNK-bogata hrana se razlaže u ribozil pirimidin (citidin i uridin), koje se apsorbuju nepromenjeni. Kod ljudi, prehrambeni citidin se konvertuje u uridin.

## Literatura
1. ↑   уреди
2. ↑  Evan E. Bolton; Yanli Wang; Paul A. Thiessen; Stephen H. Bryant (2008). „Chapter 12 PubChem: Integrated Platform of Small Molecules and Biological Activities”. Annual Reports in Computational Chemistry. 4: 217—241. doi:10.1016/S1574-1400(08)00012-1.
3. 1 2  Jonas DA; Elmadfa I; Engel KH;  . (2001). „Safety considerations of DNA in food”. Ann Nutr Metab. 45 (6): 235—54. PMID 11786646. doi:10.1159/000046734.
4. ↑  Wurtman RJ, Regan M, Ulus I, Yu L (2000). „Effect of oral CDP-choline on plasma choline and uridine levels in humans”. Biochem Pharmacol. 60 (7): 989—92. PMID 10974208. doi:10.1016/S0006-2952(00)00436-6.